# Bremersandsten
Bremersandsten är en till Wealdenbildningen hörande gulaktig sandsten, som har varit mycket populär som fasadsten och till skulpturer. Bremersandsten bryts vid Obernkirchen i Schaumburg-Lippe, den snarlika sandsten som bryts i Deister kallas Deistersandsten. I Skandinavien och Nordtyskland kallas den Bremersandsten eftersom den utskeppas över Bremen.